# Aljona Lanskaja
Aljona Lanskaja (vitryska: Алена Ланская, Alena Lanskaja, ryska: Алёна Михайловна Ланская, Aljona Michajlovna Lanskaja), född 7 september 1985 i Mahiljoŭ i Sovjetunionen, är en belarusisk sångerska.

## Eurovision Song Contest

### 2012
Den 14 februari 2012 vann hon Belarus nationella uttagningsfinal EuroFest 2012 med låten "All My Life" och fick därmed äran att representera sitt land i Eurovision Song Contest 2012. Då hade hon redan tagit sig vidare tillsammans med de fyra andra finalisterna från en semifinal den 21 december bestående av 15 bidrag. Hon skulle deltagit i den andra semifinalen den 24 maj. Den 24 februari 2012 meddelade dock BTRC att gruppen Litesound skulle ta Lanskajas plats eftersom det framkommit att hon vunnit genom fusk med telefonröstningen.

### 2013
Den 7 december 2012 vann Lanskaja för andra året i rad Belarus nationella uttagningsfinal EuroFest 2013, denna gång med låten "Rhythm of Love". Hon fick därmed representera sitt hemland i Eurovision Song Contest 2013, i den första semifinalen den 14 maj 2013 i Malmö Arena i Malmö. Några månader efter vinsten meddelade dock det belarusiska nationella TV-bolaget att Lanskaja skulle få komma att tävla med ett annat bidrag än det som hon vunnit med. Den 7 mars 2013 presenterades låten "Solayoh" som Belarus nya bidrag till Eurovision Song Contest 2013.

## Diskografi

### Singlar
- 2011 – "All My Life"
- 2012 – "Rhythm of Love"
- 2013 – "Solayoh"